# Stenasilus tenuis
Stenasilus tenuis là một loài ruồi trong họ Asilidae. Stenasilus tenuis được Wiedemann miêu tả năm 1828.